# آب‌انبار سرو سفلی
آب‌انبار سرو سفلی مربوط به دوره پهلوی است و در ۲۵ کیلومتری شمال غرب اردکان، روستای سرو سفلی واقع شده و این اثر در تاریخ ۱ مهر ۱۳۸۲ با شمارهٔ ثبت ۱۰۴۳۳ به‌عنوان یکی از آثار ملی ایران به ثبت رسیده است.